# Фірман Назар Богданович
Назар Богданович Фірман (нар. 22 березня 1983, Львів) — український шахіст, міжнародний гросмейстер.

## Ранні роки
Почав займатися шахами з 6 років у Львові на Сихові. Перший тренер — Лагно Олександр Володимирович. З 1999 року тренувався у майстра спорту Привалова Юрія Стаховича.
В 13 років кандидат в майстри спорту. В 16 років здобув звання міжнародного майстра.
Двічі чемпіон України у своїй віковій категорії (1999, 2003), срібний призер чемпіонату України у віковій категорії до 12 років (1995). Чемпіон Європи у складі юніорської збірної у віковій категорії до 20 років (2001).
Закінчив Національний юридичний університет імені Ярослава Мудрого.

## Шахова кар'єра
2003
Чикаго, США — срібний призер Chicago Open.
Філадельфія, США — розділив перше місце на World Open.
Вермонт, США — срібний призер Vermont Open.
Чикаго, США — чемпіон штату Іллінойс.
2004
Краків, Польща — срібний призер International Chess Festival Cracovia 2004.
2005
Львів — переможець Міжнародного шахового турніру «Lviv Open».
2006-2016
Ессен, Німеччина — виступав за команду німецької Бундесліги «Катернбург».
2007-2010
Міньє, Франція — виступав за команду французької Першої ліги.
2008
Хмельницький — переможець шахового турніру з нормою гросмейстера.
2011
Южний — переможець шахового турніру «Южний Опен».
2013
Барселона — бронзовий призер турніру.
2015
Істмія, Греція — переможець International Chess Tournament «Isthmia 2015».
Ізмір, Туреччина — переможець турніру.
2015—2018
Коринф, Греція — виступав за команду Вищої ліги Греції Korinthia Argonauts

### Результати виступів у чемпіонатах України
Назар Фірман зіграв у двох фінальних турнірах чемпіонатів України, набравши загалом 12 очок з 18 можливих (+10-4=4).
| Рік  | Місто        | Турнір                 | + | − | = | Результат | Місце |
| ---- | ------------ | ---------------------- | - | - | - | --------- | ----- |
| 2000 | Севастополь  | 69-й чемпіонат України | 6 | 2 | 1 | 6½ з 9    | 5—11  |
| 2001 | Орджонікідзе | 70-й чемпіонат України | 4 | 2 | 3 | 5½ з 9    | 4—8   |

## Організаційна та тренерська діяльність
У 2013 році заснував ГО «Львівська шахова академія». Серед вихованців — чемпіони та призери Львівської області у всіх вікових категоріях, чемпіони та призери чемпіонатів України серед дітей.
Двічі організовував Чемпіонат України з шахів серед чоловіків та жінок, півфінал Чемпіонату України серед дорослих, багато дитячих чемпіонатів України у різних вікових категоріях.
На його рахунку організація ряду наймасовіших відкритих міжнародних шахових турнірів в Україні.
Організовував та впроваджував програму ЛМР «Шахи в школах» у 2016 році, яка функціонує до тепер.
2014—2016
турнірний директор Львівської обласної шахової федерації
2015—2016
спортивний директор та організатор Матчу за звання чемпіонки світу з шахів у м. Львові «Музичук М. — Хоу Іфань»
2016—2021
виконавчий директор Львівської обласної шахової федерації
з 2018—дотепер
член виконкому Федерації шахів України
з 2022—дотепер
віце-президент Львівської обласної шахової федерації